# دی‌ان‌اس‌کریپت
دی‌ان‌اس‌کریپت (انگلیسی: DNSCrypt) یک پروتکل ارتباطات است که ارتباط و ترافیک سامانه نام دامنه را بین رایانه و  سرور تأیید و رمزنگاری می‌کند. این پروتکل در ابتدا توسط فرانک دنیس و یچنگ فو طراحی و ساخته شد.
اگرچه تا کنون پیاده‌سازی‌های متعددی بین کاربر و سرور توسط این پروتکل انجام شده‌است، اما با این حال دی‌ان‌اس‌کریپت هنوز به‌طور رسمی برای تأیید در کارگروه مهندسی اینترنت(IETF) به درخواست نظر پیشنهاد نشده‌است.
دی‌ان‌اس‌کریپت برای شناسایی ترافیک جعلی، ترافیک  دی‌ان‌اس اصلاح نشده بین کلاینت و حل کننده دی‌ان‌اس (DNS resolver) را در یک ساختار رمزنگاری شده بسته‌بندی می‌کند. اگرچه دی‌ان‌اس‌کریپت رمزگذاری سرتاسر را پشتیبانی نمی‌کند، اما از شبکه داخلی دربرابر حمله مرد میانی محافظت می‌کند. همچنین حملات مبتنی بر «UDP-based» با نیاز به یک سؤال حداقل به اندازه پاسخ مربوط کاهش می‌دهد و باعث جلوگیری از کلاهبرداری در سامانه نام دامنه می‌شود.
همچنین دی‌ان‌اس‌کریپت می‌تواند در کنترل دسترسی با استفاده از کومودو گروپدر محصول cDome Shield آنها استفاده شود.

## راه‌اندازی
علاوه بر راه‌اندازی‌های خصوصی، پروتکل دی‌ان‌اس‌کریپت توسط چندین «DNS resolver» به تصویب و تأیید رسیده‌است که اکثریت از اعصای شبکه «OpenNIC» و خدمات دهنده شبکه خصوصی مجازی(VPN) هستند.
OpenDNS (هم‌اکنون بخشی از  سیسکو)، اولین سرویس عمومی  دی‌ان‌اس را که از دی‌ان‌اس‌کریپت پشتیبانی می‌کند در دسامبر سال ۲۰۱۱ منتشر کرد که مدت کوتاهی توسط «CloudNS» استرالیا دنبال شد. در ۲۹ مارس سال ۲۰۱۶، شرکت یاندکس پشتیبانی خود را از دی‌ان‌اس‌کریپت در سرورهای عمومی دی‌ان‌اس خود و همچنین در مرورگر یاندکس اعلام کرد.
در اکتبر سال ۲۰۱۶، AdGuard پروتکل دی‌ان‌اس‌کریپت را به ماژول فیلترینگ دی‌ان‌اس خود اضافه کرد تا کاربران بتوانند آی‌اس‌پی خود را به دی‌ان‌اس سرورهای دلخواه برای حفظ حریم خصوصی و «Ad blocking» انتقال دهند.
در سپتامبر سال ۲۰۱۸ سرویس عمومی اصلاح کننده بازگشتی به نام «Quad9»، تحت حمامیت یک سازمان غیرانتفاعی ناسودبر و اهداکنندگان از جمله شرکت آی‌بی‌ام و «Packet Clearing» برای پشتیبانی از دی‌ان‌اس‌کریپت به وجود آمد.
همین‌طور سرویس‌های دیگری که از پروتکل‌های امن پشتیبانی می‌کنند در فهرست سازندگان دی‌ان‌اس‌کریپت دکر شده‌است.

## افزونه پروتکل ناشناس دی‌ان‌اس‌کریپت
در سال ۲۰۱۹، افزونه ای برای پروتکل دی‌ان‌اس‌کریپت جهت بهبود بیشتر حریم خصوصی کاربران پیشنهاد شده‌است. این افزونه به جای پاسخ دادن مستقیم به درخواست کلاینت(کاربر)، می‌تواند یک حل کننده به عنوان پروکسی شفاف (transparent proxy) به حل کننده دیگر عمل کند و از این طریق نشانی آی‌پی واقعی کاربر را مخفی کند.